# Halictus beytueschebapensis
Halictus beytueschebapensis är en biart som beskrevs av Warncke 1984. Halictus beytueschebapensis ingår i släktet bandbin, och familjen vägbin. Inga underarter finns listade i Catalogue of Life.